# 武邢江
武邢江（1957年5月25日—），中国女子手球运动员。她在1984年洛杉矶夏季奥林匹克运动会中，参加了女子手球比赛并获得铜牌。比赛期间，她在场上的位置是守门员。